# Гонсалес, Пабло (дирижёр)
Па́бло Гонса́лес Берна́рдо (исп. Pablo González Bernardo, 1975, Овьедо, Астурия) — испанский дирижёр.

## Биография
Учился в консерватории своего родного города и в Гиллхолдской школе музыки. Был ассистентом дирижёра Лондонского симфонического оркестра, Испанского национального молодёжного оркестра, Борнмутского симфонического оркестра, Борнмутской Синфониетты, главным приглашенным дирижёром Кадакесского оркестра. Также выступал с оркестром радио и телевидения Саарбрюккена, Тонкюнстлероркестром, Гамбургским симфоническим оркестром, Лозаннским камерным оркестром, Национальным оркестром Капитолия Тулузы, Датским национальным камерным оркестром, Национальным оркестром Бельгии, Королевским филармоническим оркестром Фландрии, Льежским филармоническим оркестром, Венским камерным оркестром, Варшавским филармоническим оркестром и другими оркестрами Испании и Европы.
С 2010 — главный дирижёр Национального оркестра Каталонии.

## Репертуар
В репертуаре Гонсалеса — Бах, Гайдн, Моцарт, Бетховен, Шуберт, Шуман, Шопен, Мендельсон, Глинка, Лист, Бизе (Кармен), Нильсен, Сибелиус, Дворжак, Римский-Корсаков, Чайковский, Рихард Штраус, Малер, Дебюсси, Равель, Варез, Мануэль де Фалья (Волшебница-любовь), Монсальватже, Шимановский, Барток, Бриттен, Стравинский, Прокофьев, Роберто Герхард, Шостакович, Барбер, Лучано Берио.

## Творческое сотрудничество
Работал с Анне-Софи Муттер, Максимом Венгеровым, Рено Капюсоном, Трульсом Мёрком и др.
С Леной Нойдауэр и Филармоническим оркестром Немецкого радио записал все сочинения Шумана для скрипки с оркестром (Hänssler Classic).

## Признание
Первая премия на международном дирижёрском конкурсе Донателлы Флик (2000). Первая премия на международном дирижёрском конкурсе Кадакесского оркестра (2006).